# BTR-D
Il BTR-D è un veicolo trasporto truppe cingolato polivalente sovietico, entrato in servizio nel 1974 e mostrato all'Occidente nel 1979 durante la guerra in Afghanistan. BTR-D è l'acronimo di Bronetransportyor Desanta (БТР-Д, Бронетранспортер Десанта, letteralmente "trasporto blindato per truppe aerotrasportate"), mentre per la NATO il veicolo è denominato BMD M1979. Il veicolo è basato sul veicolo da combattimento della fanteria aerotrasportata BMD-1.

## Storia
Nel 1969, il BMD-1 entrò in servizio nell'Armata Rossa. Il maggior limite del veicolo era lo scompartimento delle truppe estremamente angusto, che poteva ospitare solo fino a quattro fanti, spesso ridotti a tre perché era poco pratico per quattro fanti operare all'interno del compartimento e scendere dal veicolo. Per questo motivo, all'inizio degli anni settanta, l'ufficio di progettazione della Fabbrica di trattori di Volvograd, che aveva progettato il BMD-1, iniziò a progettare un nuovo trasporto truppe aerotrasportato basato sul BMD-1. Il prototipo fu completato nel 1974 e nello stesso anno entrò in produzione e in servizio con l'esercito sovietico come BTR-D. Venne impiegato dalle truppe aerotrasportate durante la guerra in Afghanistan

## Varianti

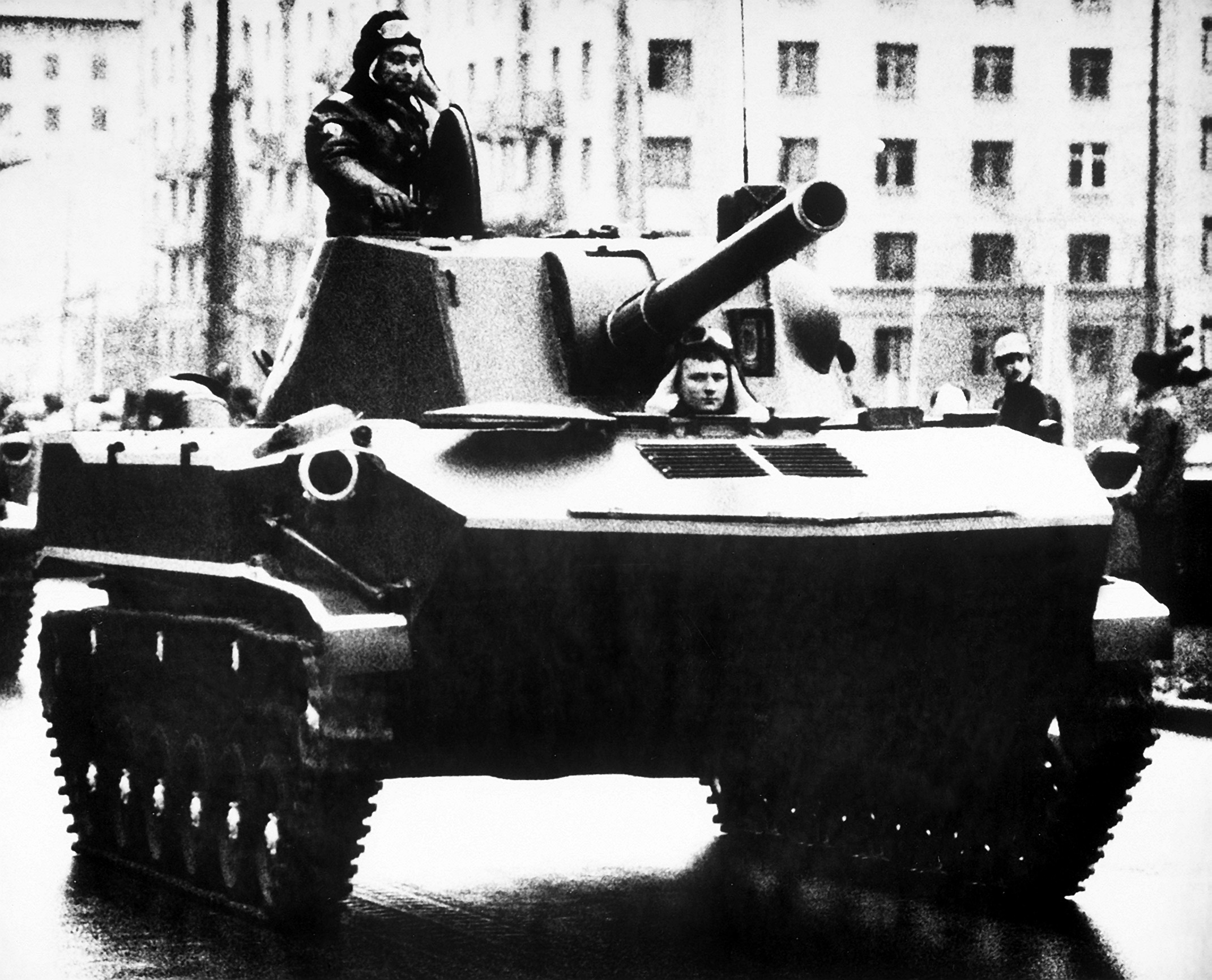
Semovente 2S9 Nona, 25 marzo 1986.

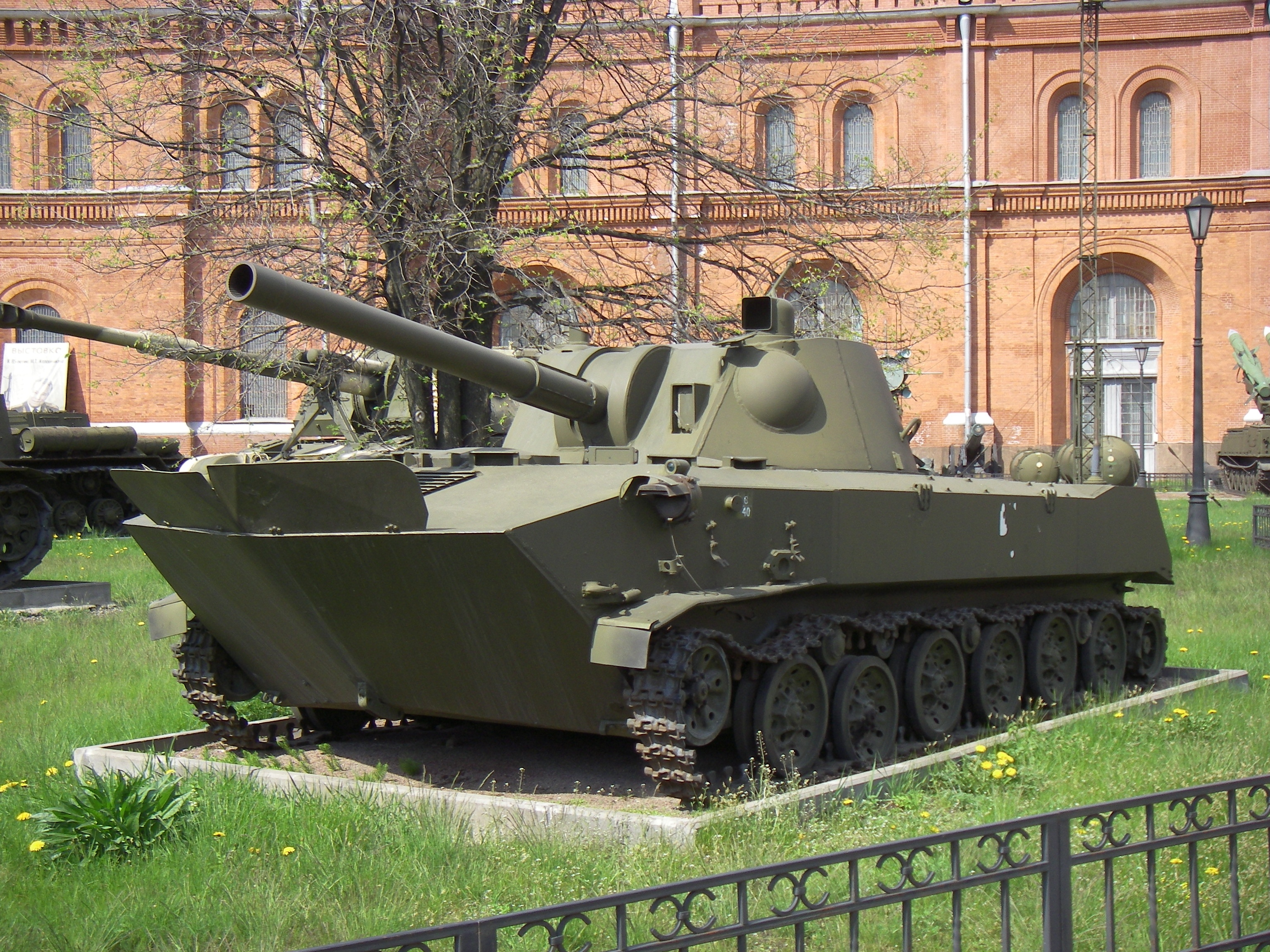
Semovente 2S9 Nona-S esposto al Museo dell'Artiglieria di San Pietroburgo, 19 maggio 2007.

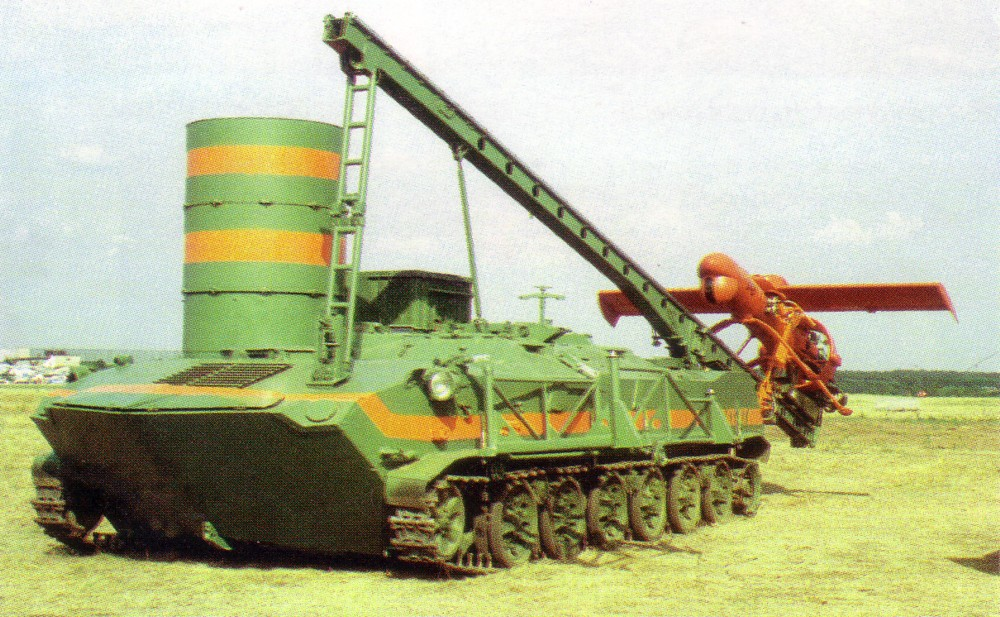
NPDU "Sterkh".

- BTR-D (Ob'yekt 925) – modello base.
  - BTR-DG (Ob'yekt 925G) – variante cargo priva di mitragliatrici di prua, feritoie e periscopi. Il vano di combattimento è modificato in vano di trasporto. 
    - BTR-DG -  versione semovente antiaereo aerotrasportato, armato con autocannone da 23 mm ZU-23-2 binato installato su treppiede fissato sopra il tetto del vano di trasporto.

  - BTR-D San – versione ambulanza blindata.
  - BREM-D (Ob'yekt 932) ("bronirovannaya remonto-evakuatsionnaya mashina desanta": veicolo di manutenzione-recupero blindato per truppe aerotrasportate) - versione dotata di equipaggiamenti speciali per il recupero e la riparazione dei veicoli BMD-1. Questi comprendevano una gru leggera abbattibile sul tetto del vano di trasporto, brandeggiabile su 180°, un verricello da recupero, lama dozer, generatore, equipaggiamento per il traino, saldatrice, attrezzi vari e parti di ricambio. Una delle mitragliatrici di prua PKT è stata eliminata. Il veicolo entrò in servizio nel 1989 in piccoli numeri[2][3].
  - BTR-RD "Robot" – versione per squadra missilistica anticarro, equipaggiata con due lanciatori 9P135M-1 per missili 9M113 "Konkurs" (AT-5 Spandrel), 9M113M "Konkurs-M" (AT-5B Spandrel B), 9M111 "Fagot" (AT-4 Spigot) e 9M111-2 "Fagot" (AT-4B Spigot B). I missili potevano essere impiegati sbarcati a terra oppure da un affusto a candeliere sul lato destro dello scafo. I missili di riserva venivano trasportati su rastrelliere nel vano di combattimento[2][3].
  - BTR-ZD "Skrezhet" ("zenitnaya ustanovka": antiaereo) – versione da difesa aerea per due squadre MANPADS. Il veicolo dispone di una rampa di lancio per i missili su un affusto a candeliere sul lato destro del tetto del vano di trasporto. I missili di riserva sono trasportati in rastrelliere interne al vano. Il mezzo può inoltre essere dotato di mitragliera ZU-23-2 binata come sul BTR-DG[2][3].
  - NPDU "Sterkh" ("nazemnyj punkt distantsionnogo upravleniya") – versione equipaggiata con il sistema "Stroy-P" per il trasporto e il lancio di un aeromobile a pilotaggio remoto Yak-061 "Pchela-1T" da ricognizione o jamming, con una portata di 60 km. La rampa di lancio è montata sul lato sinistro del tetto dello scafo. Sul lato destro è presente un largo tubo in tre sezioni. Il veicolo è entrato in servizio nel 1990[2][3]. 
    - Malakite – versione migliorata del NPDU "Sterkh".

  - BMD-1KSh "Soroka" (Ob'yekt 926) (KSh per "komandno-shtabnaya": posto-comando) – versione posto-comando equipaggiata con apparati radio R-123M, R-111 e R-130M o R-134, generatore portatile AB1 da 1 kW, sistema di navigazione TNA-3, antenna a ringhiera e due antenne su mast. Le mitragliatrici di prua e le feritoie sono rimosse. Il portello del capocarro è spostato sulla sinistra. Il mezzo è anche denominato BMD-KSh o KShM-D.
  - BMD-1R "Sinitsa" (R per "radiostantsiya": posto-radio) – versione posto-comando di livello divisionale, equipaggiata con apparato radio R-161A2M, antenna su grande mast telescopico abbattuto sul lato sinistro del tetto dello scafo e una sottile antenna elevabile nella parte posteriore destra. Realizzata in numeri ridotti.
  - R-440-ODB "Kristall-BDS" – versione da comunicazione satellitare, equipaggiata con apparato R-440 con 15,000 km di portata. L'antenna satellitare AK-12 sul tetto del vano di combattimento è coperta da una struttura a gabbia durante il trasporto.
  - 1V119 "Reostat" – versione direzione del tiro di artiglieria a livello di battaglione. La torretta del veicolo è equipaggiata con i sistemi di osservazione NNP-21 e V-7, tre apparati radio R-173 e R-159, teodolite PAB-2AM, tre antenne, telemetri DSP-30 e DAK-2. Sulla sommità della torretta è montato il radar da sorveglianza terrestre PSNR-5K (1RL-133-1) "Tall Mike"[5].
  - 2S9 Nona-S (Ob'yekt 925S) – mortaio semovente armato con pezzo da 120 mm 2A60. Entrato in servizio nel 1981.

## Utilizzatori

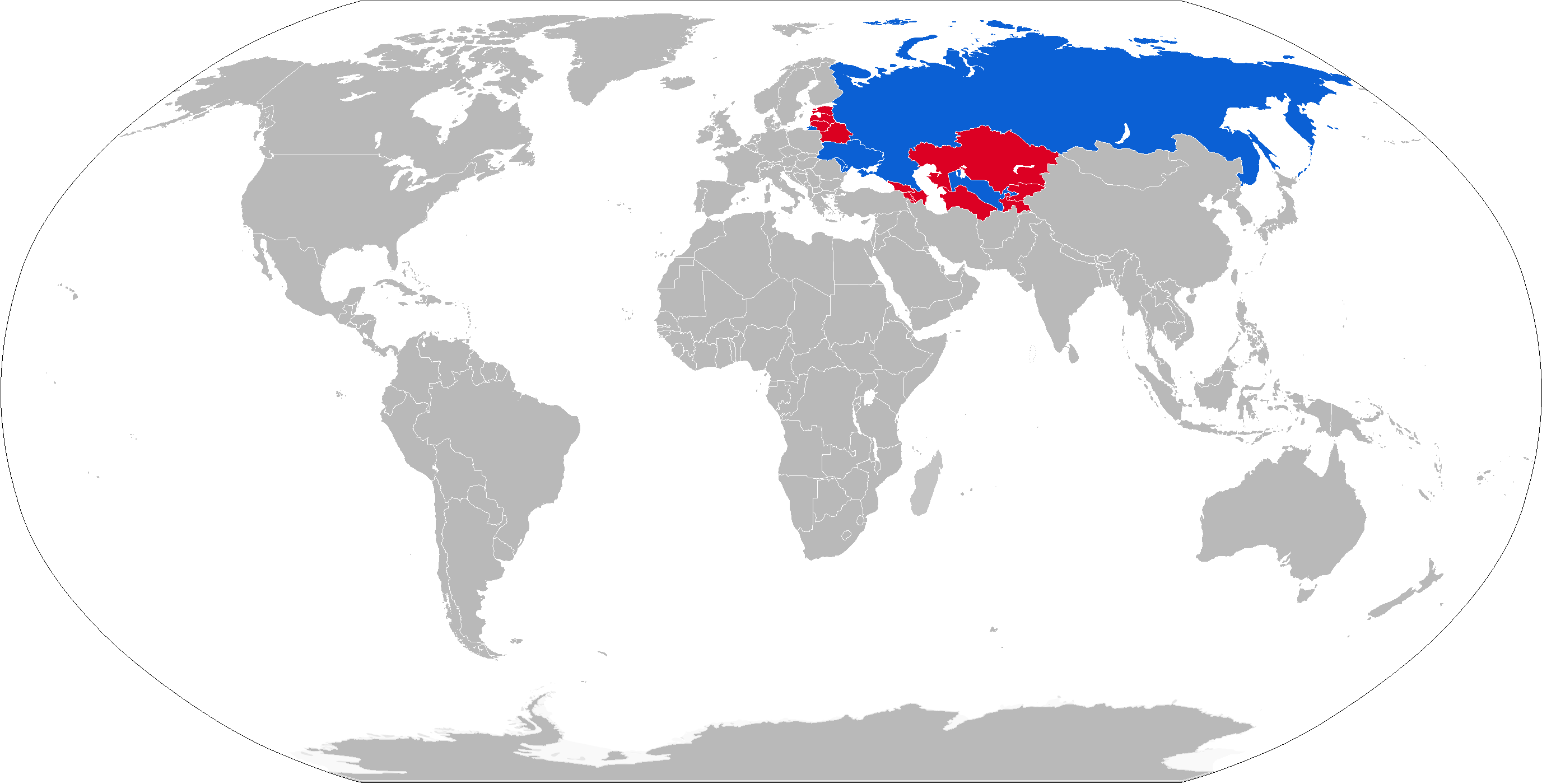
Mappa con gli utilizzatori attuali in blu e passati in rosso.

### Attuali
- Bielorussia – 117 nel 1995, 22 nel 2000, 2003 e2005.
- Moldavia – 44 BMD-1, BMD-1P e BTR-D.
- Russia – 280 in servizio attivo[3].
- Ucraina – 40 nel 1995, 42 nel 2000 e 44 nel 2005.
- Uzbekistan – 70 nel 1995, 50 nel 2000 e 2005.

### Passati
- Unione Sovietica